# 柿色
柿色（かきいろ）とは柿の果実のような鮮やかな朱赤のこと、江戸中期に登場した梅の木で染めた黄赤色を照柿色とも呼ぶ。歌舞伎用語では団十郎茶とも呼ばれる定式幕に使われる柿渋などで染めた赤茶色のことも柿色と呼ぶが、こちらは柿渋色の略称であり、柿の実の色である「柿色」とは異なる。

## 照柿
江戸時代中期ごろ、梅の木を染料に使い、草木灰等から作ったアルカリ性水溶液で媒染した染物の色を照柿と呼んだ。梅染めは江戸時代初期に吉岡憲法が考案したといわれる鉄分で媒染する黒褐色の憲法黒が有名だが、照柿は黄赤系統の色である。
この照柿の色が薄いものを洗柿といい、照柿とともに広く使用された。

## 団十郎茶
江戸歌舞伎の宗家・市川團十郎家に代々伝わる色は、弁柄と柿渋で染めた灰色がかった黄赤で、歌舞伎の世界ではこれを「柿色（柿渋色）」と呼ぶ。
嘗ては江戸三座のみが掲げることの出来た三色の定式幕に使われる色の1つで、現在も歌舞伎座では黒・柿色・萌葱の幕を使っている。
荒事の芸を確立した五代目市川團十郎が『暫』でこの柿色の素襖をまとってからは「團十郎茶」とも呼ばれるようになった。今日でも市川家一門の者がお家の名跡を襲名した後の顔見世興行などで、役者がこの柿色の裃で着た舞台上で口上を述べるのを見ることができる。
この色にちなみ、団十郎と名付けられた朝顔の品種が存在する。

## 近似色
- 朱色
- 橙色
- オレンジ色